# Ayaka Shimōkawa
Ayaka Shimōkawa (下大川 綾華, Shimookawa Ayaka), née le 2 avril 1988 dans la préfecture de Kagoshima, est une escrimeuse japonaise pratiquant l'épée. En six ans, elle est médaillée sept fois aux championnats d'Asie, toujours en bronze.

## Biographie
Ayaka Shimōkawa étudie tout d'abord au lycée Minami de Kagoshima. C'est à cette époque qu'elle découvre l'escrime. Alors qu'elle a 16 ans, elle est approchée par un professeur qui lui propose de s'y essayer. Elle débute à  l'épée sur les recommandations d'un coach après avoir rejoint la section dédiée à l'escrime de l'université nippone des sciences sportives (en).
Tout au long de sa carrière, elle s'illustre principalement lors des épreuves par équipes.
Sa première compétition internationale en sénior est une épreuve de coupe du monde 2008-2009 : le Grand Prix de Rome. La même année, elle participe aux championnats d'Asie au cours desquels elle se classe à la 15e position.
L'année qui suit, elle participe à l'épreuve par équipes des Jeux asiatiques de 2010 à Canton. Dans un premier temps, les Japonaises vainquent sans difficulté les Kirghiz (45-29). Il s'ensuit un assaut un peu plus serré contre les Hongkongaises, également remporté par l'équipe nippone (36-32). En finale, elles affrontent les Chinoises. Ces dernières dominent d'abord le match jusqu'à l'entrée en piste de Shimōkawa qui parvient à briser leur rythme. Elle laisse ensuite la place à ses deux coéquipières, successivement Nozomi Nakano et Megumi Ikeda. L'équipe japonaise ressort finalement vainqueur (36-29).
Elle remporte le bronze par équipes avec Kozue Horikawa, Ikeda et Nakano lors des championnats d'Asie 2011 en Corée du Sud. Quelques mois plus tard se tient l'Universiade d'été de 2011, sa première compétition d'ordre mondial. Elle se hisse sur la troisième place du podium aux côtés de Shin A-lam en s'imposant face à Hou Yingming (15-11), Brenda Biasco (15-13) et Tatyana Andryushina (15-13) puis en s'inclinant en demi-finale contre Olena Kryvytska (10-15).
Cette même année, elle intègre l'entreprise Techmatrix Corporation.
2014 est une année chargée pour Shimōkawa. Elle commence avec deux médailles de bronze remportées à lors des championnats d'Asie : en individuel et par équipes aux côtés de Miho Morioka, Rie Ohashi et Shiori Komata. Dans le même mois, elle est vaincue par Yana Shemyakina au premier tour des championnats du monde. Le mois qui suit, Shimōkawa réitère son expérience aux Jeux asiatiques de Incheon. En individuel, elle est éliminée dans le tableau de 16 par Vivian Kong (14-15) malgré une avance de quatre touches au début de l'assaut. Par équipes, elle atteint le 3e rang avec Ayumi Yamada et Ohashi.
En 2015, elle monte pour la première fois sur la première marche d'une étape de la coupe du monde à Londres à l'occasion de la Coupe Cole, un tournoi satellite, après avoir vaincu Katrina Smith en quart de finale (15-12) et Caitlin Chang en demi-finale (15-10). Lors des saisons suivantes, elle se hisse à trois autres reprises sur le podium. Elle obtient deux médailles d'or en tournois satellites sur la saison 2015-2016, puis une médaille de bronze durant un Grand Prix sur la saison 2016-2017.
Après plusieurs années sans y participer, elle prend à nouveau part à deux éditions consécutives des championnats du monde. Elle participe d'abord aux épreuve d'épée dame de 2017 à Leipzig. Cet évènement marque son retour sur la scène internationale après une blessure et une opération au genou droit. Elle l'emporte sur l'allemande Nadine Stahlberg (14-12) mais est éliminée au tour suivant par Sun Yiwen après un assaut serré (14-15). L'année suivante, est éliminée lors de son premier assaut face à l'américaine Katharine Holmes (9-14).

## Palmarès
- Universiades
  -  Médaille de bronze en individuel à l'Universiade d'été de 2011 à Shenzhen[1]
- Épreuves de coupe du monde
  -  Médaille d'or à la Coupe Cole (tournoi satellite) à Londres sur la saison 2014-2015
  -  Médaille d'or à l'Open Trekanten (tournoi satellite) à Copenhague sur la saison 2015-2016
  -  Médaille d'or au tournoi satellite de Kupittaa à Turku sur la saison 2015-2016
  -  Médaille de bronze au Grand Prix Westend à Budapest sur la saison 2016-2017
- Championnats d'Asie
  -  Médaille de bronze par équipes aux championnats d'Asie 2011 à Séoul
  -  Médaille de bronze par équipes aux championnats d'Asie 2012 à Wakayama
  -  Médaille de bronze en individuel aux championnats d'Asie 2014 à Suwon
  -  Médaille de bronze par équipes aux championnats d'Asie 2014 à Suwon
  -  Médaille de bronze par équipes aux championnats d'Asie 2015 à Singapour
  -  Médaille de bronze en individuel aux championnats d'Asie 2015 à Singapour
  -  Médaille de bronze par équipes aux championnats d'Asie 2017 à Hong Kong
- Jeux asiatiques
  -  Médaille d'or par équipes aux Jeux asiatiques de 2010 à Canton
  -  Médaille de bronze par équipes aux Jeux asiatiques de 2014 à Incheon
- Championnats du Japon
  -  Médaille d'or en individuel aux championnats du Japon 2016 à Tokyo[16]

## Classement en fin de saison
| Année | 2009 | 2010 | 2011 | 2012 | 2013 | 2014 | 2015 | 2016 | 2017 | 2018 |
| ----- | ---- | ---- | ---- | ---- | ---- | ---- | ---- | ---- | ---- | ---- |
| Rang  | 85   | 116  | 81   | 74   | 55   | 29   | 28   | 38   | 21   | 28   |